# Видава (река)
Вида́ва (пол. Widawa, нем. Weide) — река в Польше, правый приток Одера.
Длина — 103 км, площадь бассейна — 1,7 км².

## Местоположение
Истоки расположены во Взгорах Твердогорских (пол. Wzgórza Twardogórskie) на высоте 204 м. Истоками являются реки Добра, Олесница (правые истоки) и Гранична (левый исток). Устье — Одер (район около Вроцлава).

## Населённые пункты
- Намыслов
- Берутув
- Вроцлав (проходит через 13 мостов)
- Панёвице
- Псе-Поле[источник не указан 2187 дней]